# Rémiel
Rémiel, (ou Ramiel, Rumael) est, selon le livre d'Enoch l'un des sept archanges au service du Trône de Dieu. Dans l'Apocalypse syriaque de Baruch, Ramiel détruit l'armée de Sennachérib.
Le nom Ramiel signifie « tonnerre de Dieu », de l'hébreu ra'am et El, "Dieu".
Rémiel, également connu sous le nom de Jeremiel (hébreu : יְרַחְמְאֵל Yəraḥməʾēl, tibérien : Yăraḥmē̆ʾēl, « Dieu aura pitié » ; grec : Ρεμειήλ)[4] [5] est mentionné dans 2 Baruch où il préside sur de vraies visions (55 : 3) et est répertorié comme l’un des sept saints anges dans 1 Enoch 20 : 8. Dans ce chapitre, Il est décrit comme « l'un des saints anges que Dieu a établis sur ceux qui ressuscitent ».
Rémiel est l'archange de l'espérance, et on lui attribue deux tâches : il est responsable des visions divines et il guide les âmes des fidèles vers le Ciel. Il est appelé Jérémiel ou Uriel dans diverses traductions du IV Esdras.

## Littérature
Il est cité parmi les anges déchus dans le poème nommé Le Paradis perdu de John Milton (1608 - 1674), (livre VI). Au cours de la guerre qui oppose les anges restés fidèles à Dieu à ceux qui participent à la révolte menée par Lucifer, il est vaincu par Abdiel, le seul compagnon de Lucifer qui a refusé de se joindre aux révoltés.

## Dans la fiction
- L'Ange Rémiel apparaît dans la série Sandman (série télévisée). Il se présente comme "placé au-dessus de ceux qui s'élèvent".